# Thaumatometra abyssorum
Thaumatometra abyssorum is een haarster uit de familie Antedonidae.
De wetenschappelijke naam van de soort werd in 1887 gepubliceerd door Philip Herbert Carpenter.